# Joaquim Rafael Maria da Assunção Pitinho
Joaquim Rafael Maria da Assunção Pitinho, O.F.M. (Varatojo, Cós, Alcobaça, 8 de agosto de 1874 - Lisboa, 22 de novembro de 1959) foi um frei franciscano e prelado português da Igreja Católica, bispo de Moçambique e de Santiago de Cabo Verde.

## Biografia
Nascido na vila de Varatojo, na freguesia de Cós, no concelho de Alcobaça, estudou Filosofia e Teologia no Colégio Seráfico de Montariol, em Braga. Foi ordenado padre em 4 de abril de 1897 pelas mãos de D. António José de Sousa Barroso, então bispo-prelado de Moçambique.
Em 3 de junho de 1898, embarca para a cidade da Beira, onde aporta junto com outros missionários em 17 de julho do mesmo ano. Com o sucesso de sua obra missionária, foi nomeado como prelado de Moçambique em 16 de dezembro de 1920.
Foi consagrado como bispo-titular de Augusta em 31 de maio de 1921, por D. António Cardeal Mendes Belo, cardeal-patriarca de Lisboa, coadjuvado por D. João Evangelista de Lima Vidal, arcebispo-auxiliar de Lisboa e por D. Domingos Maria Frutuoso, O.P., bispo de Portalegre.
Durante a sua prelazia em Moçambique, enfrentou diversas adversidades, entre as quais os conflitos com os missionários italianos da congregação da Consolata que no final dos anos 1920 tinham se instalado no Niassa. Por conta dessas divergências e com as tratativas para a assinatura da Concordata entre a Santa Sé e Portugal, que seria assinada em 1940, foi transferido para a Diocese de Santiago de Cabo Verde em 15 de novembro de 1935.
Resignou-se do governo da Diocese em 5 de maio de 1940, dois dias antes da assinatura da Concordata, alegando problemas de saúde. No mesmo dia, foi nomeado bispo-titular de Limira. Retornando a Portugal, recebeu a condecoração com o grau de Grande-Oficial da Ordem do Império Colonial em 10 de julho de 1948, trabalhou no Congresso Missionário e nas comemorações do centenário de Dom António Barroso, em 1954.
Morreu quando estava internado no Hospital de Jesus, em Lisboa, em 22 de novembro de 1959.